# 王
王是一個領袖的頭銜，一般是君主的稱號，即「國王」。在歐洲，國王的等級低於皇帝，高於大公，王是一朝的主庭、王上之王。在中國歷史中，皇帝稱號是由秦始皇創製使用的，後來一些藩屬國，例如李氏朝鮮、安南、琉球等國的君主也被中國皇帝封為國王。亦可以是不同部落的首領。
除了指君主之外，亦可是一些地方的首領，例如諸侯王、藩王。亦可以是沒有統治實權的爵位，即王爵，如親王、郡王等等。另外王还可以作为一个姓氏出现。

## 衍生
到了近代，漢字文化圈普遍將承繼羅馬帝國統治者頭銜（英白拉多、凱撒、奧古斯都等）的歐洲君主翻譯為皇帝（女性君主稱女皇），其他翻譯為國王（女性君主稱女王）。例外的中華人民共和國將「英皇」列為錯誤翻譯，但香港因為英屬時期的傳統，主權移交後仍有保留英皇和英女皇等對英國君主的稱謂。
由於王一般是指一個國家或地方的首領，因此常在一些場合都是指「最大、最重要」的象徵，例如國際象棋中的王。